# Suðuroyar Sjúkrahús
Suðuroyar Sjúkrahús er et af tre sygehuse på Færøerne.

## Historie
Suðuroyar Sjúkrahús ligger på Færøernes sydligste ø, Suðuroy. Sygehuset blev etableret i 1904 med navnet Tværå sygehus. En ny sygehusbygning blev bygget i 1953 og i 1990'erne blev bygningen udbygget, den nye tilbygning blev taget i brug den 21. november 1995. Der er ca. 110 ansatte. Sygehuset er bygget sammen med alderdomshjemmet Suðuroyar Ellis- og røktarheim.

### Fødeafdelingen lukket
Indtil 1. januar 2016 var der en fødeafdeling på sygehuset, men den er lukket, da sygehusledelsen ikke længere mente, at det var forsvarligt, at lade kvinder føde deres børn på sygehuset, da der var mangel på kvalificeret personale, bl.a. er der ingen børnelæge, ingen gynækolog og ingen anæstesilæge. De gravide kvinder skal i stedet flytte til Tórshavn et par uger før forventet fødsel og bo der, indtil barnet er født, dvs. op til fire uger, dette fordi øen Suðuroy ligger langt væk fra hovedstaden Tórshavn, hvor Landssygehuset ligger, og færgeturen tager to timer.

## Afdelinger
Sygehuset har flere afdelinger:
- Sengeafdeling
- Operationsafdeling
- Røntgenafdeling
- Jordemoderafdeling
- Laboratorium
- Fysiurgisk afdeling
- Kardiologisk ambulatorium
- Lægesekretærer
- Portørtjenesten